# 근모
근모(根牟)는 주나라의 작은 제후국이다. 작위는 자작, 국성은 강(姜)으로, 전욱의 후예가 봉해진 나라이다. 기원전 600년 가을, 노나라의 선공이 근모를 공격해 취하니 나라가 망했다. 근모의 옛 터는 현재의 산둥성 쥐현에 있다. 일설에는 옛 터가 대략 현재의 쥐난현 성의 서북쪽 25km에 있는 샤오관좡향(小官庄乡) 둔허우촌(墩后村) 일대라고도 한다.